# جواو فيكتور (لاعب كرة قدم مواليد 2002)
جواو فيكتور هو لاعب كرة قدم برازيلي، ولد في 6 أبريل 2002 في كامبيناس في البرازيل.